# رحمت أباد (كوه بنج)
رحمت أباد (بالفارسية: رحمت‌آباد) هي قرية تقع في إيران في البلدة المركزية.